# RedOne
RedOne (născut Nadir Khayat) este un producător muzical cu origini marocano-suedeze.
În 2007 a compus și produs pentru artiști ca: New Kids on the Block, Akon, Brandy, Enrique Iglesias, Lionel Richie, The Cheetah Girls, Menudo, Varsity Fanclub, Robyn, Tami Chynn și RBD. A fost producătorul albumului 9 Lives ce reprezintă debutul cântăreței Kat DeLuna, ce include discurile single „Whine Up”, „Run the Show” și „In the End”.
Discografia sa de producție se mândrește cu multe hituri Billboard și internaționale, pe care le-a produs și co-scris. RedOne și-a înființat propria sa firmă de discuri numită RedOne Records. RedOne a fost nominalizat la zece premii "Grammy", câștigând trei premii. A fost de asemenea premiat cu premiul Grammis pentru producătorul anului, echivalent suedez cu premiile Grammy. În 2009, el a fost producătorul numărul unu pe "Billboard Hot 100", clasând pe locul trei ca compozitor și pe BMI Songwriter of the Year. De obicei, el produce genuri pop, rock, dans, Eurodance și case. În 2016 Redone lansează ul single "Don't You Need somebody" cu Shaggy. 
În octombrie 2017 Redone lansează ul single "Boom Boom" cu Daddy Yankee, french Montana și Dinah Jane.

## Biografie
Khayat sa născut la 10 aprilie 1972 în Tetouan, Maroc. A studiat până la vârsta de 18 ani, înainte de a decide să emigreze în Suedia, la vârsta de 19 ani, pentru a se dedica în întregime muzicii. După crearea unei trupe, sa dus la Hollywood, unde a devenit producător de hip-hop și pop.
După câțiva ani de efort, RedOne primește recunoașterea în 2005, mai întâi cu melodia Step Up a cântăreței Darin, care ajunge în topul clasamentului suedez; el a obținut mai târziu, datorită colaborărilor frecvente cu Bilal Hajji, un Grammy în categoria "Cântecul scandinav al anului". El continuă să producă hituri cu cântăreața canadiană Carl Henry așa cum doresc și mama mică, datorită cărora primește un premiu Juno. De asemenea, lucrează alături de Britney Spears și compozitorul Michelle Bell pe o melodie numită Money, Love and Happiness în 2005. Cântecul nu va fi lansat în întregime înainte de 2012 de către Bell.
În 2006, RedOne a produs Bamboo, desemnat melodia oficială a Cupei Mondiale a FIFA. Bamboo este prezentat ca un cântec de promovare și promovare pentru evenimentul de la emisiuni TV și campanii publicitare, promoții încrucișate și ca parte a programului muzical oficial al Cupei Mondiale, câștigându-i atât de mult auzul. Federația Internațională de Fotbal (FIFA)
îl face principalul producător și compozitor al programului oficial muzical din Cupa Mondială din 2006 din Germania. A produs un remix de mashup al melodiei Hips Do not Lie de Shakira și Wyclef Jean, cu această ocazie, jucat în fața unui număr estimat de 1,2 miliarde de oameni. Cântecul Bamboo a ajutat-o să-l popularizeze ca pe un producător notabil pe piața mondială, RedOne însăși susține că nu avea impactul pe care credea că ar avea loc, spunând: "A fost un lucru bun pentru mine ca personal dar în ceea ce privește activitatea sau atragerea de etichete pentru a obține mai multă muncă, nu a avut un impact mare, mai ales nu în Statele Unite ale Americii, a deschis câteva uși care s-au închis rapid după ce au fost refăcute.
După succesul companiei Bamboo, RedOne a decis să se mute în New Jersey pentru a-și lansa cariera în Statele Unite, spunând că este "acum sau niciodată". Inițial, compania nu reușește. El se luptă să obțină chiar și o singură producție din păcate că și-a pierdut toți banii în inițiativă. Cu toate acestea, pe cale de a renunța și de a se întoarce în Suedia, eforturile sale atrag atenția președintelui etichetei Epic Records, apoi Charlie Marche. Aceste evenimente îi determină pe producător să participe la remixarea unei melodii de către Jennifer Lopez și câteva demo-uri pentru Menudo; acesta este cel care îl conduce pe RedOne să ia parte la producerea primului album al lui Kat DeLuna, intitulat 9 Lives. Ascultarea producțiilor RedOne pentru DeLuna, Marche, a impresionat destul, l-au rugat să producă în întregime albumul.
Pe măsură ce se apropie anul 2007, fosta companie de management a Lady Gaga introduce RedOne pentru ea. Împreună, scriu o melodie numită Boys, Boys, Boys. Acestea produc unele dintre cele mai populare hit-uri, cum ar fi Poker Face și Just Dance. RedOne continuă să co-producă pentru Lady Gaga și scrie și produce pentru Mylène Farmer, Porțelan Negru, Copii noi pe bloc, Mika, Akon, Zander Bleck, Brandy, Enrique Iglesias, Lionel Richie, Girls Cheetah, Tami Chynn, Flipsyde , Paulina Rubio și RBD. În 2008, RedOne a co-scris cu Lady Gaga o piesă numită Fashion, înregistrată în televiziunea americană de personalitatea Heidi Montag. Mai târziu, piesa este preluată de Lady Gaga și inclusă în 2009 în coloana sonoră a filmului Confessions of a shopaholic. La începutul anului 2009, RedOne colaborează cu Michael Jackson în ceea ce ar fi ultimul album al solistei târzii. La acea vreme, a produs un remix al filmului "Suntem în lume", pentru a strânge fonduri pentru efortul de ajutor în Haiti, după ce zona a fost devastată de cutremure.
În noiembrie 2011, a remixat celebrul program de top (jingle cântat la începutul fiecărei ore) pentru radioul NRJ din Franța. În 2014, a fost clasat printre "cele mai influente 50 de personalități africane din lume" de revista Jeune Afrique.
În 2015, RedOne a anunțat să lucreze la primul său album de studio, intitulat RedOne Presents. El intenționează să implice Lady Gaga, Enrique Iglesias, Priyanka Chopra, Stevie Wonder și Lionel Richie. De asemenea, în 2015, a început să colaboreze cu muzica country și să co-producă melodia Live Forever de The Band Perry. RedOne confirmă, de asemenea, întâlnirea cu producătorul Lady Gaga pentru al cincilea album. Sub un nou headbut stele, va produce în cele din urmă o singură melodie pe al cincilea album intitulat Joanne.
În 2016, Redone a lansat single-ul "Nu ai nevoie de cineva cu Shaggy".
La sfârșitul lunii octombrie 2017, a lansat un singur Boom Boom cu Daddy Yankee, French Montana și Dinah Jane. Clipul a depășit 25 de milioane de vizionări în 24 de ore.

## Distincții
În 2010, RedOne a câștigat două premii Grammy și a fost nominalizat de patru ori la cele 52 de premii Grammy, incluzând categoria "Album of the Year" pentru The Fame Monster și în categoriile "Best Dance Production". Cântecul anului pentru Lady Gaga Poker Face. În 2011, RedOne a fost nominalizat pentru un Grammy în categoria "producător al anului (non-clasic)". El este numit, de asemenea, pentru "al doilea album al anului", pentru a doua oară consecutiv, pentru "The Fame Monster" de la Lady Gaga. RedOne este nominalizată pentru munca pe care a născut-o în acest mod cu Lady Gaga la Premiile 54 de Grammy.